# Sopocka Akademia Nauk Stosowanych
Sopocka Akademia Nauk Stosowanych (SANS, od 2007 do 2022 Sopocka Szkoła Wyższa, do 2007 Wyższa Szkoła Finansów i Rachunkowości) – niepubliczna, ekonomiczno-architektoniczna uczelnia wyższa aktywna od 2000 r. w Sopocie. Obejmuje 3 wydziały, w których zajęcia realizowane są w systemie stacjonarnym, stacjonarnym w weekendy i niestacjonarnym. Uczelnia prowadzi studia I stopnia, II stopnia, podyplomowe oraz kursy i szkolenia.  
Sopocka Akademia Nauk Stosowanych jako jedyna uczelnia na Pomorzu prowadzi wszystkie 3 kierunki architektoniczne (architektura, architektura wnętrz, architektura krajobrazu). Sopocka Akademia Nauk Stosowanych jest także jedną z 3 niepublicznych uczelni w Polsce, których dyplom magistra inżyniera architekta uzyskał notyfikację Komisji Europejskiej, zgodnie z wymogami Dyrektywy Parlamentu Europejskiego i Rady 2005/36/WE z dnia 7 września 2005 r. w sprawie uznawania kwalifikacji zawodowych. SANS zdobyła 1 miejsce wśród uczelni niepublicznych w Polsce i 6 miejsce wśród wszystkich uczelni w kraju kształcących architektów według rankingu 2021 przygotowanego przez Izbę Architektów Rzeczypospolitej Polskiej. Ponadto uczelnia została wyróżniona w prestiżowym rankingu Inspireli Top 100 (zdobyła 80 miejsce na 1320 uczelni architektonicznych na świecie klasyfikowanych przez Inspireli). SANS posiada akredytację ACCA na kierunku finanse i rachunkowość na studiach magisterskich oraz na studiach podyplomowych która daję możliwość absolwentom zwolnienia z 9 egzaminów pozwalających na uzyskanie certyfikatu ACCA.  
Fundacja Rozwoju Edukacji i Szkolnictwa Wyższego przyznała uczelni certyfikat „Studia z przyszłością” za prowadzenie kierunku business and languages. Od roku 2013 przy Sopockiej Akademii Nauk Stosowanych funkcjonuje BPO Education Center którego celem jest przygotowanie uczestników szkolenia księgowość korporacyjna do pracy na stanowisku junior accountant w sektorze nowoczesnych usług biznesowych BPO/SSC, a także uczestników szkolenia HR do pracy w międzynarodowej korporacji. 

## Wydziały
- Ekonomii i Finansów
- Architektury, Inżynierii i Sztuki
- Międzyuczelniany Wydział Biznesowo-Lingwistyczny (wraz z Akademią Ateneum w Gdańsku)

## Władze uczelni[10]
- Rektor – prof. dr hab. Teresa Martyniuk[11]
- Prorektor ds. rozwoju i kształcenia – dr Anna Szymczak, prof. SANS
- Kanclerz – mgr Maria Basandowska
- Dziekan Wydziału Ekonomii i Finansów, Dziekan Międzyuczelnianego Wydziału Biznesowo-Lingwistycznego oraz Dziekan Filii w Chojnicach – dr Joanna Pioch, prof. SANS
- Dziekan Wydziału Architektury, Inżynierii i Sztuki  – dr inż. arch. Grzegorz Pęczek, prof. SANS
- Prodziekan Wydziału Architektury, Inżynierii i Sztuki – dr inż. arch. Ilona Dardzińska, prof. SANS

## Poczet rektorów[12]
- prof. dr hab. Lech Bednarski
- prof. dr hab. Teresa Martyniuk

## Wykładowcy[13][14]
- prof. dr hab. Teresa Martyniuk
- prof. dr hab. Roman Gajewski
- prof. dr hab. Jerzy Ostrogórski
- prof. dr hab. Czesław Tumielewicz
- prof. dr hab. Halina Kościukiewicz
- prof. dr hab. inż. arch. Andrzej Lerch
- dr hab. Marek Jóźwicki
- dr hab. inż. arch. Justyna Martyniuk-Pęczek
- dr hab. inż. arch. Jacek Krenz
- dr hab. Joanna Soszyńska-Budny
- dr inż. arch. Bartosz Felski
- dr Andrzej C. Leszczyński
- dr Arseniusz Finster

## Kierunki studiów[15][16]
- Finanse i rachunkowość (I i II stopień)
- Finanse i rachunkowość ACCA (II stopień)
- Ekonomia (I i II stopień)
- Business and languages (I stopień)
- Zarządzanie i inżynieria produkcji (I stopień)
- Wzornictwo (I stopień)
- Architektura (I i II stopień)
- Architektura wnętrz (I i II stopień)
- Architektura krajobrazu (I stopień)

## Czasopismo naukowe
- Przestrzeń, Ekonomia, Społeczeństwo

## Oddziały
- Sopot, ul. Rzemieślnicza 5
- Chojnice, ul. Młodzieżowa 44